# Kirche Siedenbollentin

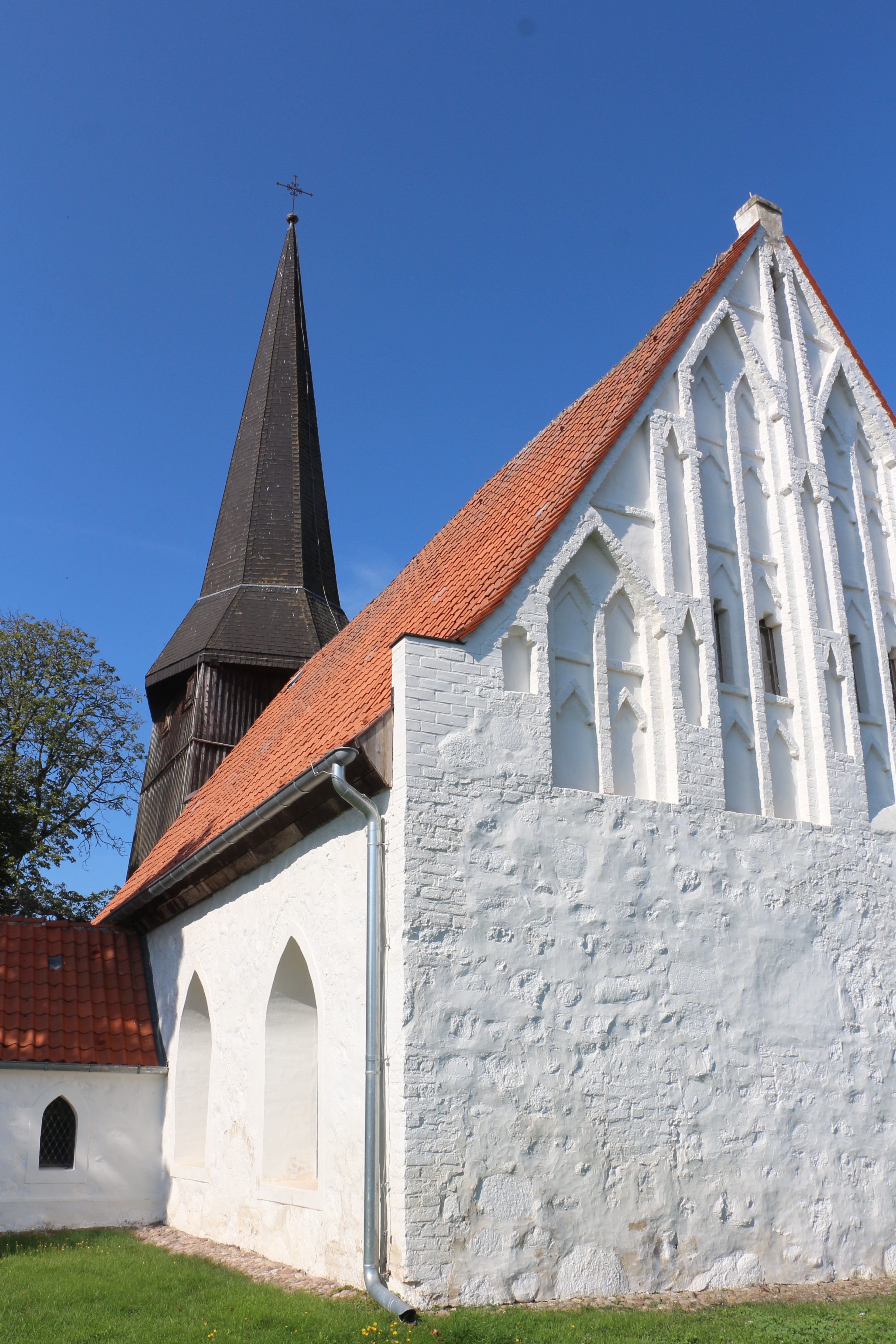
Die Kirche Siedenbollentin von Südosten gesehen (2020)

Die Kirche Siedenbollentin ist ein spätgotisches Kirchengebäude in Siedenbollentin im Landkreis Mecklenburgische Seenplatte.

## Geschichte
Das spätgotische Bauwerk wurde um 1400 aus Feldstein errichtet. Um 1476 wurde ein Holzturm angebaut. 1874 wurde die Kirche umgebaut. Am 4. Juli 1928 wurde der Kirchturm infolge eines Blitzeinschlags zerstört, am 17. Juli 1929 wurde das Richtfest des neuen Kirchturms gefeiert. 2009 wurde die Kirche verputzt und der Innenraum umfangreich renoviert.

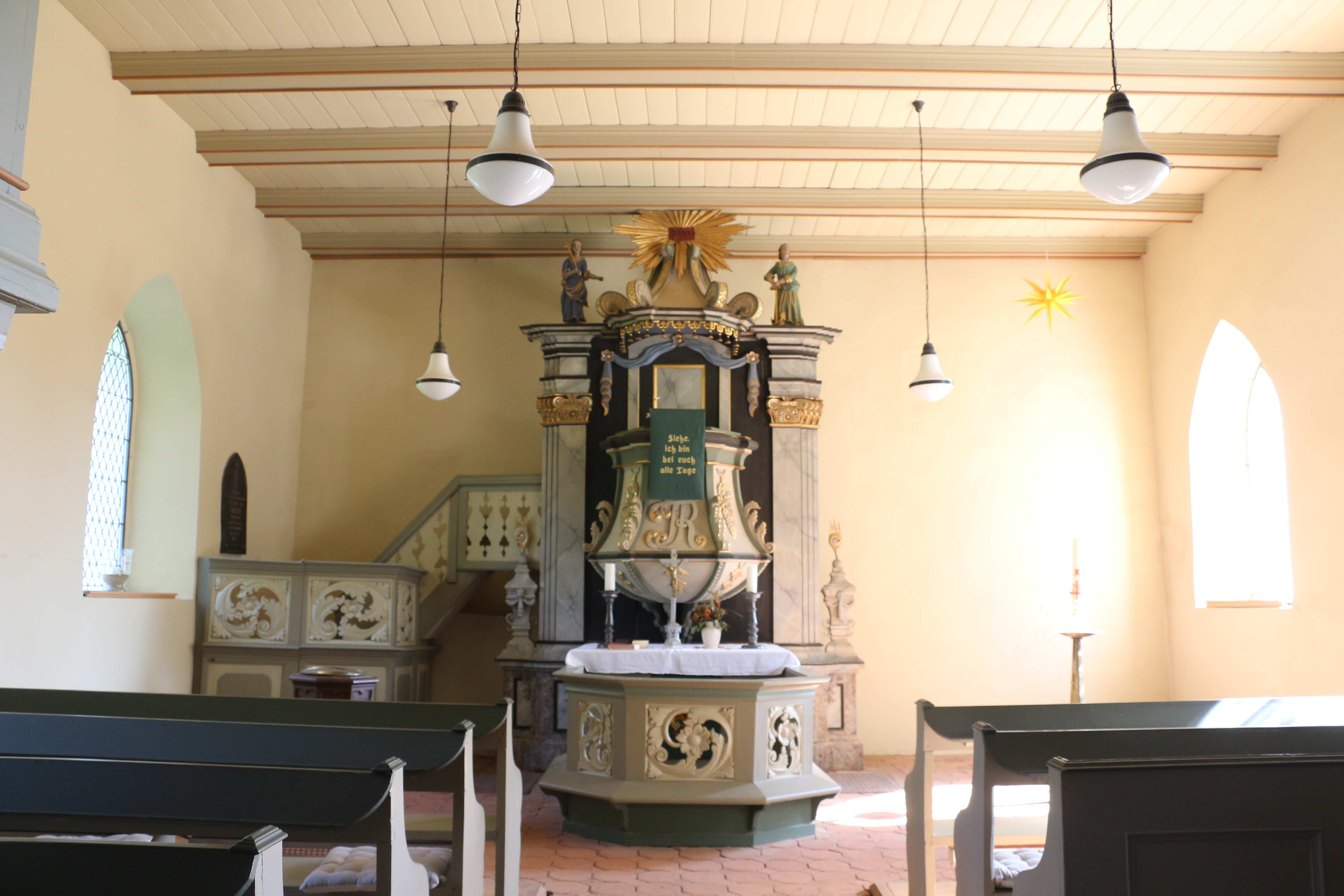
Kanzelaltar der Kirche in Siedenbollentin

## Architektur und Ausstattung
Das ziegelgedeckte Kirchenschiff ist rechteckig ausgeführt. Am Ostgiebel wurde Backstein vermauert. Die spitzwinkligen Blenden zwischen den Pfeilern sind geschlossen. Der Kirchturm im Westen ist verbrettert und trägt einen hohen achteckigen Helm.
Im Inneren weist die Kirche eine flache Holzdecke auf, die ursprünglich mit einem Rankenmuster bemalt war, von der bei der letzten Renovierung 2019/20 ein kleines Stück freigelegt wurde. Die Kanzel stiftete 1748 König Friedrich dem Großen (F[ridericus] R[ex]). Sie wurde 1874 zu einem Kanzelaltar umgebaut. Das Gestühl ist ebenfalls von 1748. Eine hölzerne achteckige Taufe mit Messingschale wurde laut Eingravierung 1625 gestiftet. Die Orgel wurde 1874 von Barnim Grüneberg aus Stettin als dessen Opus 153 gebaut.
Die Glocken wurden 2011 neu erworben.

## Strukturen
Die evangelische Kirchengemeinde Siedenbollentin gehört seit 2012 zur Propstei Demmin im Pommerschen Evangelischen Kirchenkreis der Evangelisch-Lutherischen Kirche in Norddeutschland. Vorher gehörte sie zum Kirchenkreis Demmin der Pommerschen Evangelischen Kirche. Zur Kirchengemeinde gehören neben der Siedenbollentiner Kirche die Kirchen in Grapzow, Grischow, Kessin, Kölln, Wodard und Werder.

## Kirchhof
Der Kirchhof wird als Friedhof genutzt und hat eine Trauerhalle.